# S. G. F. Brandon
Samuel George Frederick Brandon, född 1907, död 21 oktober 1971 i Egypten, var en brittisk präst och religionsvetare som blev professor i religion vid University of Manchester 1951.

## Biografi
Brandon tog sin examen vid University of Leeds. Han prästvigdes 1932 efter anglikansk utbildning på Mirfield, och tillbringade sedan sju år som kyrkoherde innan han skrevs in som armékaplan under andra världskriget. Han började därefter en framgångsrik akademisk karriär som religionshistoriker och utnämndes 1951 till professor vid University of Manchester. Brandons mest inflytelserika verk var Jesus and the Zealots (1967), där han för fram påståendet att Jesus passade väl in i den antiromerska selotgruppens ideologi.

## Idéer
Brandons tankar om nytestamentliga teman växte fram i The Fall of Jerusalem and the Christian Church (1951). Hans mest uppmärksammade åsikt är också den mest kontroversiella; att en politisk Jesus var en revolutionär figur som påverkats av seloterna. Han hävdade detta i boken Jesus and the Zealots: A Study of the Political Factor in Primitive Christianity (1967). Boken The Trial of Jesus of Nazareth (1968) för bland annat fram frågan om hur nedgången av templet år 70 formade den framväxande kristna tron, och i synnerhet Markusevangeliet.
Brandon var kritisk till myt-ritualteori och skrev 1958 essän "The Myth and Ritual Position Critically Examined" där han angriper sina egna antaganden. Han hävdade också att de paulinska breven och berättelserna om Jesus Kristus som finns i evangelierna representerar två motsatta fraktioner av kristendomen.